# علي السعيد
علي عبد الله خلف السعيد من مواليد دولة الكويت في عام 1951 ، نائب سابق، شارك لأول مرة في انتخابات مجلس الأمة الكويتي عام 1985 وفاز بالعضوية، كما شارك بانتخابات مجلس الامة الكويتي عام 1996 وفاز بالعضوية، كما شارك في الفصل التشريعي العاشر عام 2003 وفاز بالعضوية عن الدائرة الحادية عشر - الخالدية - وحصل علي (1397) صوت، وجاء بالمركز الأول.

## نبذة عن مناصبه
- طيار عسكري سابق بسلاح الطيران.
- عضو مجلس إدارة الاتحاد الكويتي للمزارعين.
- رئيساً لاتحاد المزارعين.
- عضو المجلس الاعلي للإسكان.
- رئيس لجنة الزراعة بمجلس الامه

## مواقفه في مجلس الأمة
| الكتل                                                    | مستقل                        |
| اللجان                                                   | لجنة الشؤون الداخلية والدفاع |
| إحالة قانون الدوائر إلى عشر إلى المحكمة الدستورية (2006) | موافق                        |
| تقليص الدوائر إلى خمس (2006)                             | ضد تقليص الدوائر إلى خمس     |
| حقوق المرأة السياسية (2005)                              | موافق                        |
| طلب طرح الثقة بالجارالله (2005)                          | ضد طرح الثقة                 |
| طرح الثقة بالنوري (2004)                                 | معارض لطرح الثقة             |